# ايدين اوبرين
ايدين اوبرين (بالإنجليزية: Aiden O'Brien)‏ (4 أكتوبر 1993 في المملكة المتحدة - ) هو لاعب كرة قدم بريطاني في مركز الهجوم. شارك مع منتخب جمهورية أيرلندا تحت 17 سنة لكرة القدم ومنتخب جمهورية أيرلندا تحت 20 سنة لكرة القدم ومنتخب جمهورية أيرلندا تحت 21 سنة لكرة القدم. أما مع النوادي، فقد لعب مع نادي ميلوول وهايز وييدينغ يونايتد ‏ ونادي كرولي تاون وStaines Town F.C. ‏ ونادي توركي يونايتد ونادي ألدرشوت تاون.

## وصلات خارجية
- ايدين اوبرين على موقع الاتحاد الأوربي (الإنجليزية)
- ايدين اوبرين على موقع قاعدة بيانات كرة القدم.إي يو (الإنجليزية)
- ايدين اوبرين على موقع ليكيب (الفرنسية)
- ايدين اوبرين على موقع ناشيونال فوتبول تيمز (الإنجليزية)
- ايدين اوبرين على موقع Soccerbase.com (لاعب) (الإنجليزية)
- ايدين اوبرين على موقع Soccerway.com (الإنجليزية)
- ايدين اوبرين على موقع عالم كرة القدم.نت (الإنجليزية)